# 沃爾切萊萊鄉 (布澤烏縣)
45°20′30″N 27°20′40″E / 45.34167°N 27.34444°E
沃爾切萊萊鄉（羅馬尼亞語：Vâlcelele, Buzău），是羅馬尼亞的鄉份，位於該國東南部，由布澤烏縣負責管轄，面積48平方公里，海拔高度37米，2007年人口1,627，人口密度每平方公里34人。